# Riu Mannu (Scano di Montiferro)
Il riu Mannu è un corso d'acqua secondario, non navigabile, di modesta portata, che sorge presso le propaggini nord-occidentali del Montiferru, nel territorio comunale di Santu Lussurgiu, alle pendici della cima Rocca de sa Pattada a 750 m s.l.m. Descrivendo una sorta di semicerchio attraversa il territorio di Scano di Montiferro, segna il confine fra di territori di Tresnuraghes e Sennariolo e sfocia in mare a Punta Foghe.

## Percorso

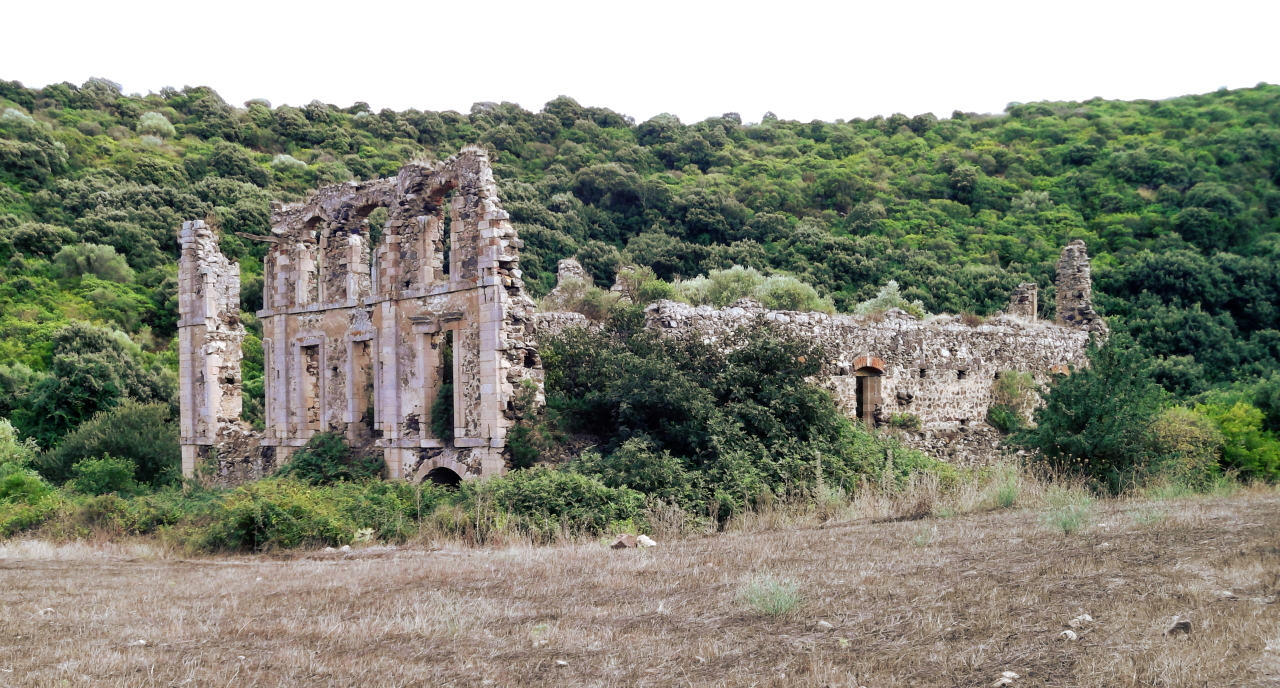
Ruderi della cartiera di epoca sabauda

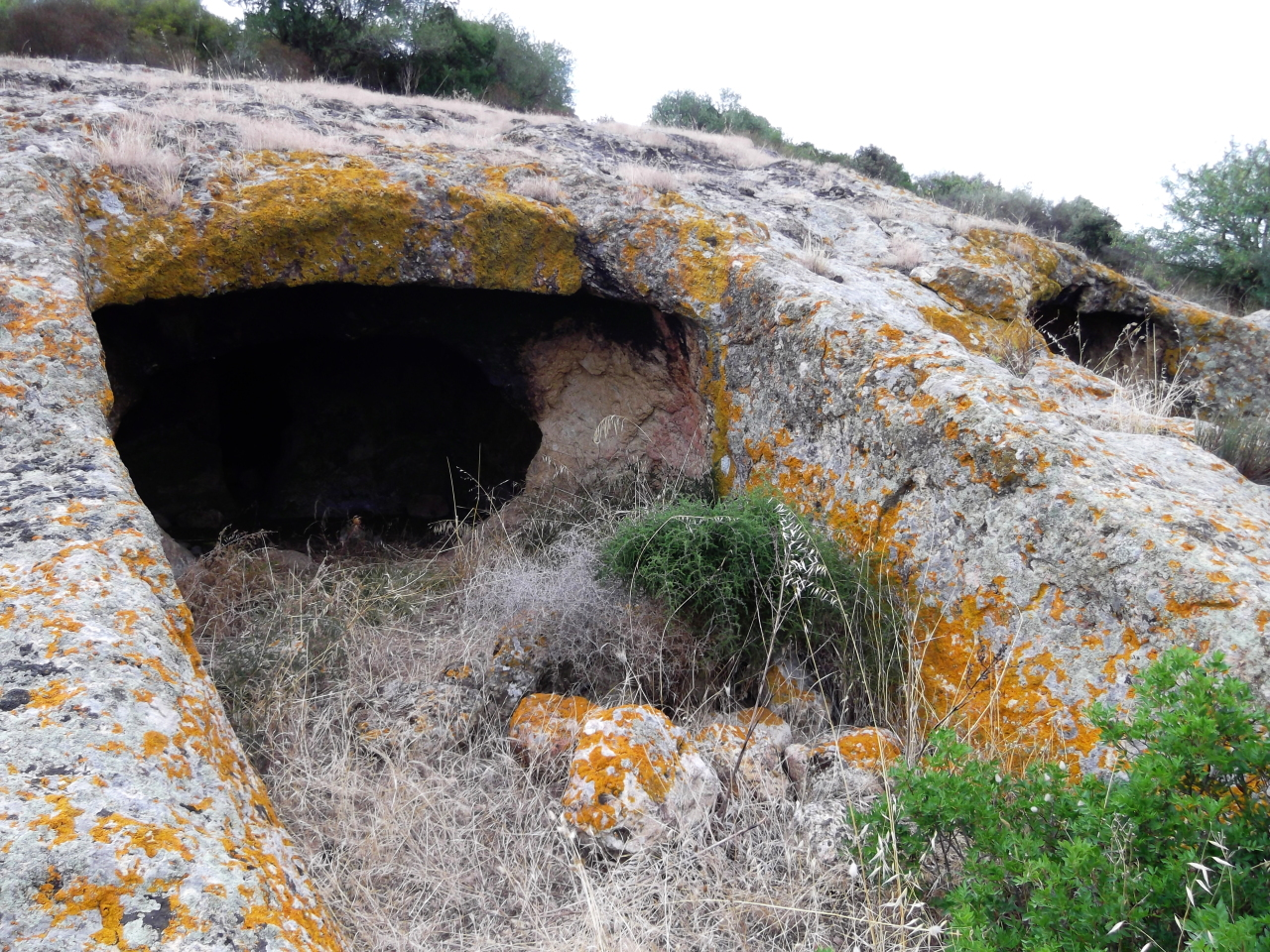
Ingresso di due delle domus de janas del complesso archeologico di San Marco a Tresnuraghes

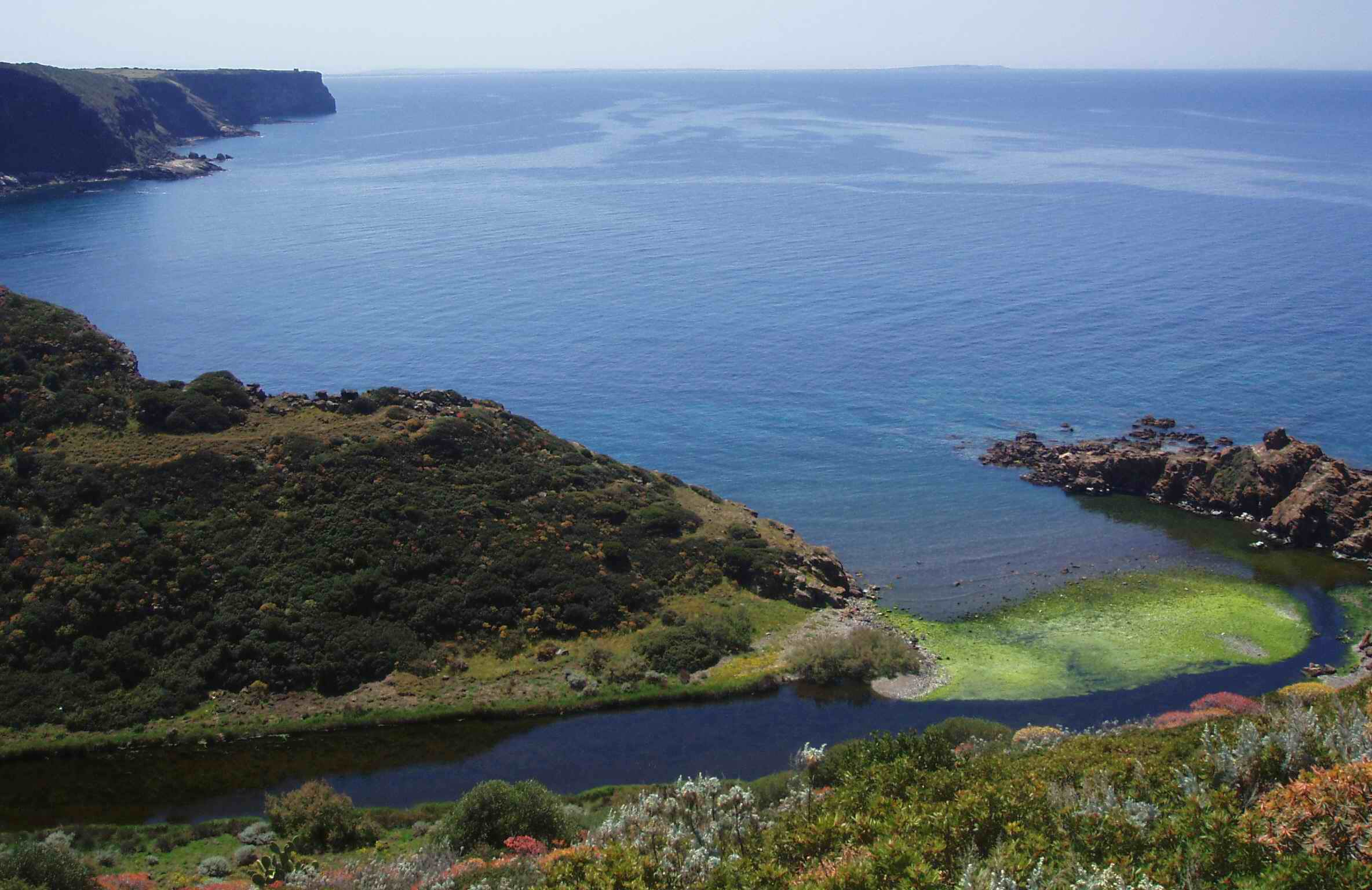
La foce del fiume

Alla sorgente prende il nome di riu Amenta e pochi chilometri più a valle cambia nome in riu Mensi, nel quale poi confluiscono riu Cherch'Elighes, che trasporta anche le acque delle sorgenti di Sant'Antioco, e riu Semus, andando a formare il riu Mannu. Lungo il suo percorso il fiume incontra la strada provinciale 21 che collega Scano di Montiferro a Sagama e la strada statale 292 Nord Occidentale Sarda.
Usato in passato per fornire propulsione ad alcuni mulini ad acqua, forma numerose anse e scava un avvallamento abbastanza profondo. Attraversa in prevalenza terreni basaltici, ma in alcuni tratti la forza erosiva ha intaccato le sottostanti formazioni sedimentarie del Miocene.
Suo principale affluente è il rio di Maràle detto anche Maràfe o Maràte 5,5 km a monte della foce. In questo assume formazione pluricursuale con formazione di canali multipli.
In corrispondenza della intersezioni fra i due corsi, si trovano i resti della cartiera sabauda in territorio di Tresnuraghes chiamata sa fabbrica. Costruita nel 1816 durante la permanenza in Sardegna (a Cagliari) della corte sabauda per fuggire all'attacco napoleonico, vicino al corso d'acqua che da quel punto era navigabile, non entrò mai in funzione.
A poche decine di metri dal rudere, risalendo il pendio, si trovano le Domus de janas di San Marco. Sono formate da più vani consecutivi fino a 4 nella tomba principale. Pur essendo enormi e di grande interesse se valorizzate sono in pessimo stato: pareti sfondate, porticine allargate a colpi di massi, soffitti ricoperti di denso nerofumo e nidi di vespe. Uno strato di guano di alcuni centimetri ricopre il pavimento e la stanza più in fondo è abitata da una colonia di pipistrelli.
Un centinaio di metri verso est, sulla cima del tacco roccioso sorge il santuario di San Marco di Tresnuraghes.
La foce, ad estuario, è situata in corrispondenza della costa prospiciente la torre di Foghe, sulla costa appartenente al comune di Tresnuraghes.